# Indisk myrkott
Indisk myrkott (Manis crassicaudata, tidigare även Manis laticaudata) är en art i familjen myrkottar som lever i Indien och på Sri Lanka samt angränsande områden. Singalesernas benämning på djuret är Caballaya.

## Kännetecken
Som alla myrkottar har djuret förhornade plattor på huvudet, rygg, sidorna och svansen. Plattorna har en gulbrun färg och huden vid oskyddade ställen (till exempel vid svansen) är brunaktig. Vid de främre fötterna finns stora klor för att gräva i marken och även vid de bakre extremiteterna finns klor. Djuret saknar tänder och har en lång tunga. Kroppens längd ligger mellan 45 och 75 centimeter och därtill kommer en 33 till 45 centimeter lång svans.

## Utbredning och habitat
Myrkotten lever i Pakistan, Indien, Bangladesh och på Sri Lanka. Den förekommer i olika habitat som regnskog, gräsmark och bergstrakter.

## Levnadssätt
Arten är främst aktiv på natten och vistas ofta på marken. På dagen vilar de i bon av jord eller gömd i bergssprickor. Dessa individer som lever i regnskogen hittar sin föda vanligen i träd, de klättrar därför ofta. Svansen kan användas som gripverktyg och den har förmåga att hålla hela kroppsvikten. Utanför parningstiden lever varje individ ensam. Blir myrkotten hotad rullar den ihop sig så att bara hornplattorna är synliga.
Födan utgörs huvudsakligen av myror och termiter men de äter även andra insekter. De utnyttjar sina starka klor för att öppna trädens bark eller termitbon och sedan äts insekterna med hjälp av den klibbiga tungan. Då de saknar tänder söndersmulas födan i magsäcken.

## Hot
Det finns en del oklarheter hur mycket beståndet är hotade. För närvarande listas arten av IUCN som missgynnad. Djuret hotas bland annat av levnadsområdets förstöring samt av jakt för köttets och hornplattornas skull. För de sistnämnda påstås att de har läkande egenskaper.